# Felício Laterça
Felício Laterça de Almeida (Campos dos Goytacazes, 26 de maio de 1967) é um delegado de polícia federal e político brasileiro, ex-deputado federal pelo estado do Rio de Janeiro e filiado ao Progressistas (PP).

## Política
Nas eleições de 2018, foi candidato a deputado federal no Rio de Janeiro pelo PSL e foi eleito com 47.065 votos (0,61% dos válidos).